# Брин, Сергей
Серге́й Брин (англ. Sergey Brin; род. 21 августа 1973[…], Москва, СССР) — американский программист и интернет-предприниматель. Вместе с Ларри Пейджем он стал создателем Google и одноимённой крупнейшей в мире поисковой системы. Брин был президентом Alphabet Inc., материнской компании Google, пока не ушёл с этой должности 3 декабря 2019 года. Брин и Пейдж остаются в Alphabet в качестве соучредителей, контролирующих акционеров, членов совета директоров и сотрудников. По данным Форбс 2025 года, Брин занимает 8-е место в списке самых богатых людей в мире ($110B).
Брин иммигрировал в Соединённые Штаты со своими родителями и бабушкой из Советского Союза в возрасте шести лет. Он получил степень бакалавра в Мэрилендском университете в Колледж-Парке, следуя по стопам своего отца и деда, изучая математику, а также информатику. После окончания учёбы он поступил в Стэнфордский университет, чтобы получить степень доктора компьютерных наук. Там он познакомился с Пейджем, вместе с которым создал поисковую систему. Программа стала популярной в Стэнфорде, и они приостановили учёбу в докторантуре, чтобы запустить Google в гараже Сьюзен Воджитски в Менло-Парке.

## Биография

### Семья
Сергей Михайлович Брин родился в Москве в семье советских евреев — математиков, переехавших на постоянное место жительства в США в 1979 году, когда ему было 6 лет.
Родители Сергея Брина — выпускники механико-математического факультета Московского государственного университета (1970 и 1971 годов).
Отец — бывший научный сотрудник Научно-исследовательского экономического института при Госплане СССР (НИЭИ при Госплане СССР), кандидат физико-математических наук Михаил Израилевич Брин (род. 1948) — стал преподавателем Мэрилендского университета (ныне — почётный профессор).
Мать — Евгения Валентиновна Брин (урождённая Краснокутская, 1949—2024), в прошлом — научный сотрудник в Институте нефти и газа, затем специалист по климатологии в NASA и директор благотворительной организации ХИАС; автор ряда научных трудов по метеорологии.
Дед Сергея — Израиль Абрамович Брин (1919—2011) — кандидат физико-математических наук, был доцентом на электромеханическом факультете Московского энергетического института (1944—1998). Бабушка — Майя Мироновна Брин (1920—2012) — филолог; в её честь на русском отделении в Мэрилендском университете на пожертвования сына была организована исследовательская программа («The Maya Brin Residency Program») и лекторская позиция («Maya Brin Distinguished Lecturer in Russian»).
Из других родственников известен родной брат деда — советский спортсмен и тренер по греко-римской борьбе, заслуженный тренер СССР Александр Абрамович Колмановский (1922—1997).
Из-за того, что евреев очень неохотно брали в отделы, занимающиеся ядерной физикой, Михаилу пришлось отказаться от мечты стать астрономом; в результате он стал математиком. Евгения, как и её муж, испытывала дискриминацию из-за антисемитизма в советских академических кругах. В 1977 году, побывав на международном научном симпозиуме, Михаил осознал, что Запад может предложить им гораздо больше возможностей. После подачи ими заявления на эмиграцию в 1978 году Михаил был уволен с работы, Евгению вынудили покинуть свою должность. Семья едва сводила концы с концами, пока их заявление не было одобрено в 1979 году.
В октябре 2000 года Брин заявил:

Я знаю о трудностях, через которые пришлось пройти моим родителям (когда мы жили в Советском Союзе), и я глубоко им благодарен за то, что они увезли меня в Штаты.Оригинальный текст (англ.)I know the hard times that my parents went through there, and I am very thankful that I was brought to the States.

В 2017 году Брин добавил:

Я приехал в Штаты в возрасте шести лет вместе с моей семьёй, родом из Советского Союза, который в те времена являлся самым серьёзным соперником США… Тяжёлый был период — Холодная война, если некоторые о ней помнят. Стоял вопрос ядерного уничтожения. И даже тогда у США хватило смелости принять меня и мою семью в качестве беженцев. Оригинальный текст (англ.)I came here to the US at age 6 with my family from the Soviet Union which was at that time the greatest enemy the US had, maybe it still is. It was a dire period, the cold war, as some people remember it. It was under the threat of nuclear annihilation. And even then the US had the courage to take me and my family in as refugees.

Летом 1990 года, за несколько недель до 17-летия Сергея, его отец возглавлял группу одарённых учеников специализированной математической школы, включая Сергея, в их двухнедельной поездке по обмену в Советский Союз. Как Сергей вспоминает, эта поездка разбудила в нём его детские страхи перед властями, и его первым побуждением к сопротивлению советскому угнетению было желание бросить галькой в машину милиции. На второй день поездки, когда группа направлялась в лечебницу в Подмосковье, Сергей отвёл своего отца в сторону, посмотрел ему в глаза и сказал:

Спасибо тебе за то, что ты увёз всех нас из России.Оригинальный текст (англ.)Thank you for taking us all out of Russia.

### Степень бакалавра
Досрочно получил диплом бакалавра по специальности «Математика и вычислительные системы» в Мэрилендском университете. Получал стипендию от Национального научного фонда США (National Science Foundation).
Основной областью научных исследований Сергея Брина были технологии сбора данных из неструктурированных источников, больших массивов научных данных и текстов.

### Стэнфордский университет
В 1993 году поступил в Стэнфордский университет в Калифорнии, где получил диплом магистра и начал работать над диссертацией. Уже во время учёбы он стал интересоваться Интернет-технологиями и поисковыми машинами, стал автором нескольких исследований на тему извлечения информации из больших массивов текстовых и научных данных, написал программу по обработке научных текстов.
В 1995 году в Стэнфордском университете Сергей Брин встретился с другим аспирантом-математиком — Лэрри Пейджем, вместе с которым в 1998 году они основали компанию Google. Первоначально они яростно спорили при обсуждении любых научных тем, но затем подружились и объединились для создания поисковой системы для своего кампуса. Вместе они написали научную работу «Анатомия системы крупномасштабного гипертекстного Интернет-поиска» (The Anatomy of a Large-Scale Hypertextual Web Search Engine), в которой, как считается, содержится прообраз их будущей сверхуспешной идеи.

### Первый поисковик
Брин и Пейдж доказали состоятельность их идеи на университетской поисковой машине google.stanford.edu, разработав её механизм в соответствии с новыми принципами.
15 сентября 1997 года был зарегистрирован домен google.com. Последовали попытки развития идеи и превращения её в бизнес. Со временем проект покинул стены университета и сумел собрать инвестиции для дальнейшего развития.
Совместное дело росло, приносило прибыль и даже продемонстрировало завидную устойчивость в момент краха доткомов, когда разорились сотни других компаний. В 2004 году имена основателей были названы журналом Forbes в списке миллиардеров.

### Личная жизнь
В мае 2007 года Сергей Брин женился на Энн Воджицки. Энн в 1996 году окончила Йельский университет со специализацией в биологии и основала компанию «23andMe».
В конце декабря 2008 года у Сергея и Энн родился сын Бенджи, а в конце 2011 года — дочь Хлоя Уоджин. В июне 2015 года брак был официально расторгнут.
В 2018 году женился на Николь Шэнэхэн. У пары родилась дочь. В июне 2022 года Сергей подал на развод.

### Общественная роль
Сергей Брин является автором десятков публикаций в ведущих американских академических журналах, а также периодически выступает на различных внутренних и международных научных, деловых и технологических форумах. Он нередко выступает перед прессой, в телевизионных передачах, рассказывая о своих взглядах на технологии поиска и ИТ-отрасль в целом.
Компания Брина занимается гигантскими благотворительными инвестициями. Основатели компании заявили[когда?], что в течение двадцати лет на эту цель будет потрачено 20 млрд долларов.
Вместе с Ларри Пейджем занимается борьбой со старением.
В декабре 2019 года Пейдж и Брин официально объявили в совместном письме об уходе с руководящих постов: «Alphabet и Google больше не нужны два генеральных директора и президент».
Сергей Брин является сооснователем Breakthrough Prize — серии крупных научных премий с годовым фондом в три миллиона долларов. После вторжения России на Украину в 2022 году эти премии используются, в том числе, для поддержки научных работников, покидающих Украину из-за войны.

## Высказывания
В июле 2002 года в интервью калифорнийскому журналу Red Herring Сергей Брин сказал:

Россия — это Нигерия в снегу. Вам действительно нравится идея, что шайка бандитов будет контролировать поставки всей мировой энергии?
Оригинальный текст (англ.)Russia is Nigeria with snow. Do you really want a bunch of criminal cowboys controlling the world's energy supply?
Позже, в 2008 году общаясь с российскими журналистами в Москве, когда его спросили насчёт этого высказывания, он ответил: «Печаталось что-то такое. Не помню, чтобы я такое говорил. Я ходил в этот ресторан, но я тогда много вина выпил». Отец Сергея Брина, Михаил Брин, присутствовавший тогда вместе с ним, сказал журналистам, что был удивлён информацией о данном высказывании своего сына, а также сказал о том, что многие факты в той статье были перепутаны, сразу после публикации он не стал обсуждать это с сыном, а когда спустя некоторое время спросил, получил примерно такой же ответ, что и журналисты в тот момент. Тем не менее, Брин по-прежнему говорит по-русски с родителями и считает годы, проведённые в России, «важными».
В 2012 году Сергей Брин в ходе интервью The Guardian отнёс социальную сеть Facebook и компанию Apple к числу главных врагов свободного интернета. По мнению Брина, принципы открытости и всеобщего доступа к информации, которые закладывались при создании интернета, подвергаются наибольшей угрозе. Также он заявил, что правительства ряда стран всё более активно ограничивают доступ своих граждан ко всемирной сети. Он признался, что раньше недооценивал опасность и считал, что власти не способны на долгое время ограничить доступ граждан в Сеть. Сейчас же (на момент интервью, 2012 год), по его словам, в наибольшей степени интернет-цензура проявляется в Китае, Саудовской Аравии и Иране. Ещё одной угрозой свободе Сети глава Google назвал попытки представителей развлекательной индустрии усилить борьбу с пиратством. Google активно выступала против антипиратских законопроектов Stop Online Piracy Act (SOPA) и PROTECT IP Act (PIPA), которые, по мнению их противников, позволили бы американским властям цензурировать Интернет.

## Финансовое состояние
| Год  | Состояние по оценке Forbes (млрд. $) | Позиция в списке «400 богатейших американцев» |
| ---- | ------------------------------------ | --------------------------------------------- |
| 2004 | 4,0                                  | 43                                            |
| 2005 | 11,0                                 | 16                                            |
| 2006 | 14,1                                 | 12                                            |
| 2007 | 16,6                                 | 26                                            |
| 2008 | 18,7                                 | 13                                            |
| 2009 | 15,3                                 | 11                                            |
| 2010 | 15                                   | 11                                            |
| 2013 | 33,4                                 | 14                                            |
| 2014 | 32,6                                 | 11                                            |
| 2016 | 34                                   | 10                                            |
| 2017 | 39,8                                 | 10                                            |
| 2018 | 47,5                                 | 9                                             |
| 2019 |                                      |                                               |
| 2020 | 49,1                                 | 11                                            |
| 2021 | 12,5                                 | 29                                            |

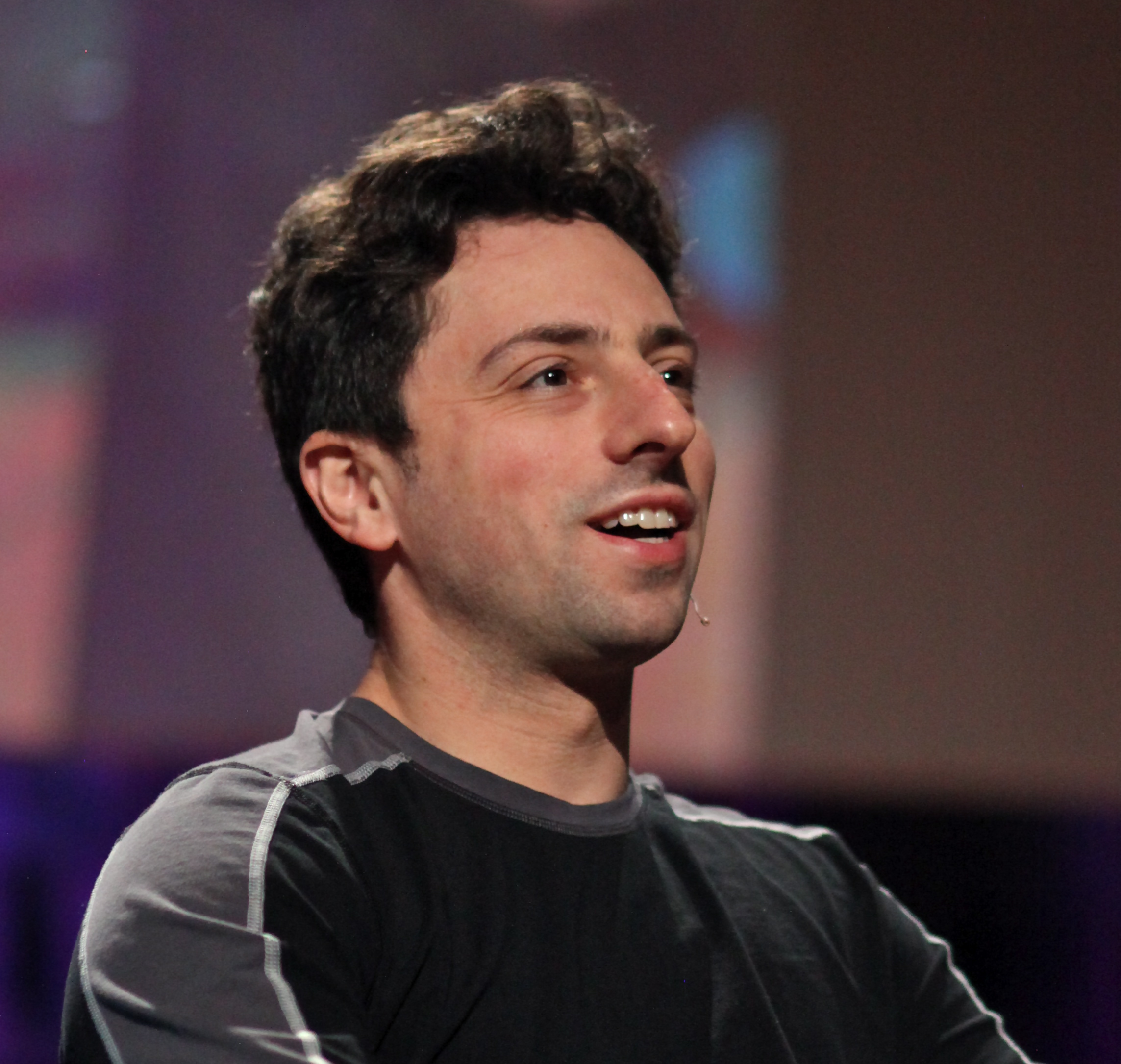
Сергей Брин на конференции TED 2010, (Лонг-Бич, Калифорния, 9−13 февраля)

В ноябре 2011 года Сергей Брин пожертвовал 500 тысяч долларов на проект «Википедия».